# Anton von Longo-Liebenstein

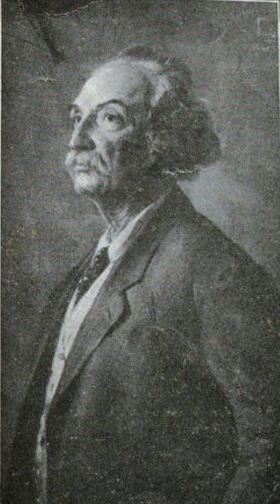
Anton von Longo-Liebenstein

Anton Freiherr von Longo-Liebenstein (ab 1919 Anton Longo, * 10. September 1853 in Klagenfurt, Kaisertum Österreich; † 11. Januar 1925 in Krumpendorf) war ein österreichischer Mediziner und Politiker. Er war Abgeordneter im Tiroler Landtag (1892–1914).

## Leben
Er stammte aus der Familie Longo von Liebenstein. Als Sohn des Landgerichtspräsidenten Felix von Longo-Liebenstein geboren studierte von Longo-Liebenstein Medizin in Wien und Straßburg. Während seines Studiums wurde er 1871 Mitglied der Burschenschaft Silesia Wien. 1876 wurde er zum Dr. med. promoviert. Später arbeitete er als praktischer Arzt in Klagenfurt, bis er Anfang der 1890er Jahre die Bewirtschaftung seiner Güter in Neumarkt bei Bozen übernahm, wo er auch Gemeinderat wurde. In dieser Zeit studierte er noch zwei Semester Rechtswissenschaften in Wien. Er war von 1892 bis 1914 liberaler Abgeordneter des Großgrundbesitzes im Tiroler Landtag. Von 1893 bis 1919 war er Präsident und später Ehrenmitglied des Forstvereins für Tirol und Vorarlberg. Mit dem Adelsaufhebungsgesetz verlor Anton Longo-Liebenstein den Adelstitel.